# Buruc
Buruc è un comune dell'Azerbaigian situato nel distretto di Tərtər. Conta una popolazione di 1 005 abitanti.